# Test Shot Starfish
Test Shot Starfish es un dúo estadounidense de producción de música electrónica formado en 1999 por Kyle Schember y Ryan Stuit.

## Historia
El dúo se conoció en el set de filmación de Forever Fabulous en Los Ángeles a finales de los 90. Su primer EP fue lanzado en 2003 y un álbum de larga duración homónimo en 2005. Su nombre hace referencia a la prueba nuclear Starfish Prime de 1962, la mayor detonación nuclear en el espacio.

### Estilo de música
Test Shot Starfish "es el sonido del espacio, si lo tuviera, al menos en este parsec". Por ejemplo, su canción "LC-39A" está inspirada en la plataforma de lanzamiento del Centro espacial John F. Kennedy que lleva el mismo nombre, desde donde se lanzó el Programa Apollo, el Transbordador espacial y el Falcon Heavy. Otro ejemplo está en "Sputnik", que lleva el nombre del primer satélite artificial. La canción contenía muestras de clips de noticias y el audio del propio satélite. Su música también se usa comúnmente en las transmisiones en vivo de lanzamientos de cohetes en YouTube de SpaceX.

## Discografía
Álbumes de estudio
- Test Shot Starfish (2005)
- Music For Space (2018)
- Music For Space Sleep (2020)
- Earth Analog (2022)

EPs
- Test Shot Starfish EP (2003)

Sencillos
- Mars (2019)
- Cities in Flight (2019)
- The New Astronauts (2020)
- Crew (2020)
- Moon (con Everyday Astronaut) (2021)